# Хуей Ляню
Хуей Ляню (на традиционен китайски: 迴良玉, на опростен китайски: 回良玉, на пинин: Huí Liángyù) е зам.-министър-председател на Китайската народна република по въпросите на земеделието. Принадлежи към етническата група хуейците (китайските мюсюлмани). Роден е през октомври 1944 година в провинция Дзилин.
От 1969 година той работи за Китайската комунистическа партия и китайското правителство на множество от длъжности, издигайки се до членство в Политбюро на ЦК на ККП от ноември 2002 година. От 2003 година е зам.-министър-председател а КНР.

## Стратегическо партньорство с Латинска Америка и земетресение
Хуй Ляню е отговаря за селското стопанство в Държавния съвет на КНР. На 3 май по покана на правителствата на Коста Рика, Венецуела, вицепрезидента на Уругвай и правителството на Аржентина вицепремиерът на Държавния съвет заминава на официални посещения в тези страни. 
На 11 май 2008 се провежда среща на високо ниво с президента на Венецуела Уго Чавес, в рамките на която китайският вицепремиер изразява своята готовност за сътрудничество с венесуелската страна на основа на принципа на взаимна изгода и съвместен разцвет с цел разширяване на сътрудничеството в множество области, а получава в отговор от Уго Чавес висока оценка на двустранните отношения и пълна подкрепа в политиката на „Единен Китай“, в частност що се касае до размириците в Тибет през 2008 г. и Тайван. Според Уго Чавес това е „вътрешна работа на Китай“. 
На следващия ден се провежда среща с вицепрезидента на Уругвай, обаче същия ден Хуей Ляню получава вестта за разрушителното земетресение в Съчуан и се връща предсрочно.